# Karnes City
Karnes City – miasto w Stanach Zjednoczonych, w stanie Teksas, w hrabstwie Karnes. W 2000 roku liczyło 3 457 mieszkańców.